# شانگلا لاکویفا ویدلی
شانگلا لاکویفا ویدلی (به انگلیسی: Shangela Laquifa Wadley) یا دی‌جی پیرس زن‌پوش، کمدین، رقصنده، شخصیت تلویزیون واقع‌نما آمریکایی است.